# Samoa Joe
Nuufolau Joel "Joe" Seanoa (ur. 17 marca 1979 w Hrabstwie Orange w Kalifornii) – amerykański wrestler, znany najbardziej ze swoich występów, w federacji Total Nonstop Action Wrestling (TNA) i WWE pod pseudonimem ringowym Samoa Joe. 
Joe zadebiutował w Ring of Honor (ROH) w 2002, gdzie zdobył ROH World Championship i bronił go od maja 2003 do grudnia 2004. Po dołączeniu do federacji Total Nonstop Action Wrestling (TNA) w czerwcu 2005, Joe rozpoczął nieprzerwane pasmo zwycięstw przez 18 miesięcy. W promocji zdobył TNA World Heavyweight Championship, pięciokrotnie TNA X Divison Championship, dwukrotnie TNA World Heavyweight Championship i TNA Television Championship. W rezultacie jest również zdobywcą osiągnięcia Triple Crown Championship i Grand Slam Championship
Walczył również dla wielu federacji niezależnych, gdzie między innymi zdobył GHC Tag Team Championship z Magnusem w federacji Pro Wrestling Noah, a także był inauguracyjnym NWA Intercontinental Tag Team Championem z Keijim Sakodą. Opuścił TNA w lutym 2015, gdzie przez trzy miesiące ponownie wrócił na scenę niezależną i do Ring of Honor.
Joe oficjalnie zadebiutował w rozwojówce NXT w maju 2015, zaś miesiąc później podpisał oficjalny kontrakt z promocją. Stał się pierwszym dwukrotnym posiadaczem NXT Championship. Potem, w kwietniu 2021 roku Samoa Joe został zwolniony z federacji WWE, poprzez rzekome cięcia budżetowe firmy.

## Dzieciństwo
Seanoa urodził się i wychował w hrabstwie Orange w Kalifornii. Jego rodzina założyła grupę tańca polinezyjskiego "Tiare Productions". Seanoa zatańczył z grupą po raz pierwszy w wieku pięciu lat, podczas ceremonii otwarcia Letnich Igrzysk Olimpijskich w 1984. Stał się mistrzem juniorów stanu Kalifornia w judo, trenował też futbol amerykański. Uczęszczał do Ocean View High School w Huntington Beach. Zanim został wrestlerem, pracował jako doradca hipotetyczny.

## Kariera wrestlera
Seanoa rozpoczął treningi w UIWA West Coast Dojo, gdzie przyjął pseudonim ringowy Samoa Joe. Jego trenerami byli wrestlerzy Cincinnati Red i Johnny Hemp. Zadebiutował w grudniu 1999, trzy miesiące po rozpoczęciu treningów.

### Ultimate Pro Wrestling (2000–2001)
Joe szybko podpisał kontrakt z ówczesną rozwojówką federacji WWE – Ultimate Pro Wrestling (UPW). Rywalizował tam m.in. z Johnem Ceną, zawalczył z Essem Riosem na jednym z odcinków WWF Jakked. Na UPW Proving Ground, połączył siły z Mikiem Knoxem i wraz z nim pokonał debiutującego Al Katrazza i Brasila. W marcu 2001 zdobył UPW Heavyweight Championship i stał się najdłużej panującym posiadaczem tego tytułu.

### Pro Wrestling Zero-One (2001–2002)
W czerwcu 2001, Joe dołączył do japońskiej federacji Pro Wrestling Zero-One. Walczył głównie na galach pay-per-view z cyklu Shingeki oraz na turniejach Burning Heart.
Joe pracował w federacji przez cały rok 2002, w drużynie z Kejijim Sakodą zdobył nowo wprowadzony pas NWA Intercontinental Tag Team Championship. Podczas pobytu w Pro Wrestling Zero-One używał też pseudonimu King Joe. Opuścił federację po tym, jak nakazano mu zmienić swój wizerunek ringowy.

### Ring of Honor (2002–2008)
W 2002, po powrocie do Stanów Zjednoczonych, Joe rozpoczął pracę w federacji Ring of Honor (ROH). Zadebiutował na gali Glory by Honor jako "płatny zabójca" Christophera Danielsa; jego zadaniem było wyeliminować rywala Danielsa – Low Kiego. Choć początkowo miał stoczyć jedynie jedną walkę z Low Kim, Joe zaimponował zarówno fanom, jak i właścicielom ROH, którzy postanowili podpisać z nim kontrakt.
22 marca 2003, Joe pokonał Xaviera w walce o ROH Championship (późniejsze ROH World Championship). Trzykrotnie obronił tytuł przeciwko CM Punkowi; jedna z ich walk została nagrodzona pięcioma gwiazdkami czasopisma Wrestling Observer. Mistrzostwo utracił po 645 dniach panowania, w pojedynku z Austinem Ariesem. 7 maja 2005, na gali Manhattan Mayhem, Joe stał się piątym posiadaczem ROH Pure Championship. Panował ponad 3 miesiące, a tytuł utracił na rzecz Nigela McGuinnessa.
W październiku 2005, Samoa Joe zmierzył się z Kentą Kobayashim; walce tej przyznano maksymalne pięć gwiazdek Wrestling Observer, jak również nagrodę "Walki Roku 2005". W 2006, Joe stał się jednym z głównych przedstawicieli Ring of Honor w "wojnie" z federacją Combat Zone Wrestling (CZW). Punktem kulminacyjnym rywalizacji dwóch federacji był 5-on-5 Cage of Death match pomiędzy ich przedstawicielami. Podczas walki, Joe został brutalnie zaatakowany przez Bryana Danielsona, a w wyniku ataku doznał kontuzji kolana. Ostatecznie, bitwę wygrało Ring of Honor, a kończące walkę przypięcie zdobył Homicide. Joe połączył siły z Homicidem we wrześniu 2006, wraz z nim zawalczył przeciwko braciom Briscoe. Joe kilkukrotnie zmierzył się z mistrzem ROH, Bryanem Danielsonem, lecz w żadnej z walk nie udało mu się zdobyć tytułu mistrzowskiego.
31 stycznia 2003, Samoa Joe ogłosił, że wkrótce rozstanie się z Ring of Honor. W swojej ostatniej walce jako zawodnik ROH, 4 marca 2003, Joe pokonał Homicide'a. Jednorazowo powrócił do ROH na Rising Above w 2008; pokonał Tylera Blacka w walce wieczoru gali.
1 marca 2015, Samoa Joe powrócił do Ring of Honor i wyzwał na pojedynek mistrza ROH – Jaya Briscoe. 27 marca, na Supercard of Honor IX, Joe przegrał walkę o ROH World Championship. 29 marca, pokonał Kyle'a O'Reilly'ego. W swojej ostatniej walce połączył siły z AJ-em Stylesem i wraz z nim pokonał Christophera Danielsa i Frankiego Kazariana.

### Total Nonstop Action Wrestling

#### Seria zwycięstw (2005–2006)
Samoa Joe podpisał kontrakt z Total Nonstop Action Wrestling (TNA) w czerwcu 2005 roku. Zadebiutował 19 czerwca 2005 na gali Slammiversary, na której pokonał Sonjaya Dutta; wygrana ta zapoczątkowała serię zwycięstw Joego. Wziął udział w turnieju Christopher Daniels Invitational Super X Cup; w finałowej walce na Sacrifice pokonał AJ-a Stylesa, dzięki pomocy samego Danielsa. Skutkiem tego wydarzenia był Triple Threat match o TNA X Division Championship należący do Danielsa pomiędzy mistrzem, Joem i Stylesem. Starcie wygrał AJ Styles, a samej walce czasopismo Wrestling Observer przyznało maksymalne pięć gwiazdek.
Na gali Genesis w listopadzie 2005, Joe połączył siły z Danielsem, Alexem Shelleyem i Roderickiem Strongiem, by wraz z nimi wygrać 8-Man Tag Team match. Po walce, Joe brutalnie zaatakował Danielsa, przechodząc heel turn. W obronie Danielsa stanął AJ Styles; wyzwał Joego na pojedynek na Turning Point. Na gali, Joe pokonał Stylesa, zdobywając TNA X Division Championship. Po walce, Joe próbował zaatakować przeciwnika, lecz powstrzymał go powracający Christopher Daniels. Joe i Daniels zmierzyli się ze sobą na Final Resolution w styczniu 2006. Podczas walki, Joe skupił się na głowie Danielsa, raz po raz wykonując dropping knee na przeciwniku. Zaniepokojony AJ Styles, stojący w narożniku Danielsa, wrzucił do ringu biały ręcznik, symbolizujący poddanie się Danielsa. Joe obronił tytuł mistrzowski w starciu ze Stylesem i Danielsem na Against All Odds. Rywalizacja między trzema zawodnikami zakończyła się na Destination X, gdzie Joe utracił pas mistrzowski na rzecz Danielsa w Ultimate X-matchu. Jednakże, seria zwycięstw Joego trwała dalej, ponieważ nie został on ani przypięty, ani zmuszony do poddania się.
13 kwietnia, na tygodniówce Impact!, Samoa Joe odzyskał X Division Championship w pojedynku z Christopherem Danielsem. Obronił tytuł w walce z Sabu na gali Lockdown. Na Sacrifice, Joe i Sting pokonali Jeffa Jarretta i Scotta Steinera w starciu drużynowym. Po walce, Joe pozostawił narażonego na atak ze strony przeciwników Stinga samego w ringu. Na następnej gali, Slammiversary, Joe pokonał Steinera.
Po powrocie do ringu po krótkiej przerwie spowodowanej kontuzją kolana, Joe utracił tytuł mistrzowski w Triple Threat matchu przeciwko Sonjayowi Duttowi i Senshiemu; Senshi przypiął Dutta po tym, jak interweniujący w starcie Scott Steiner uderzył Joego stalowym krzesłem. Joe wziął udział w 4-Way matchu o miano pretendenckie do NWA World Heavyweight Championship, lecz nie zdołał wygrać walki.
Joe pokonał Jeffa Jarretta w "Fan's Revenge Lumberjack Strap matchu" na gali No Surrender. Po walce, ukradł należący do Jarretta pas NWA World Heavyweight Championship. Zgodził się oddać pas zwycięzcy walki Jarrett/Sting na Bound for Glory, pod warunkiem, że otrzyma szansę walki o tytuł. Oferta Joego nie została przyjęta i ostatecznie, debiutujący w TNA Kurt Angle pomógł Jarrettowi odzyskać skradziony pas mistrzowski. Na Bound for Glory, Joe wygrał czteroosobowy Monster's Ball match i jeszcze tej samej nocy wdał się w bójkę z Kurtem Anglem. Na gali Genesis, Angle zakończył trwającą 18 miesięcy serię zwycięstw Joego, zmuszając go do poddania się po założeniu na nim Ankle Locku.

#### TNA World Heavyweight Champion (2006–2008)

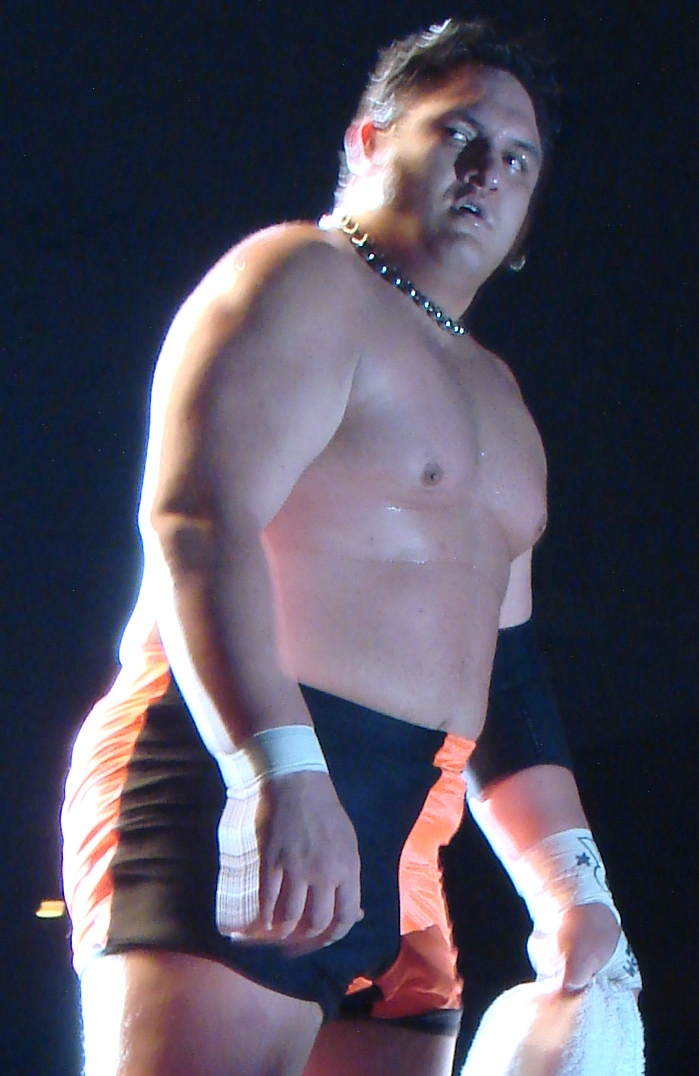
Joe w 2007

Joe kontynuował swoją rywalizację z Kurtem Anglem aż do roku 2007. Pokonał go poprzez poddanie na gali Turning Point w grudniu 2006. Również w grudniu, doznał kolejnej kontuzji kolana. Na Final Resolution w styczniu 2007, zmierzył się z Anglem w trzydziestominutowym Iron Man matchu; w ostatnich sekundach walki, Joe założył Ankle Lock na przeciwniku, ten jednak odmówił poddania się i wygrał starcie z wynikiem 3–2.
15 lutego, na tygodniówce Impact!, Joe wygrał Gauntlet match o miano pretendenckie do NWA World Heavyweight Championship, będącego w posiadaniu Christiana Cage'a. Joe zmierzył się z mistrzem na Destination X, lecz nie zdołał go pokonać. 24 maja, Joe wygrał walkę kwalifikacyjną do King of the Mountain matchu na Slammiversary, lecz ostatecznie nie zdołał wygrać starcia na gali. 21 lipca 2007, Joe zdobył X Division Championship w walce z Jayem Lethalem i Chrisem Sabinem, tym samym kwalifikując się do walki mistrzów (ang. Match of Champions) na Victory Road. Na gali, Joe przypiął Brothera Raya, zdobywając TNA World Tag Team Championship. Tym samym, stał się pierwszym wrestlerem TNA, będącym w posiadaniu dwóch tytułów mistrzowskich jednocześnie. Joe zobowiązał się do bronienia World Tag Team Championship samemu. Na Hard Justice, Joe zmierzył się z Kurtem Anglem w walce, na której szali stały zarówno mistrzostwa zdobyte przez Joego, jak i IGF World Championship Angle'a. Joe przegrał pojedynek po tym, jak w starcie zainterweniowała Karen Angle. Na Bound for Glory, Joe przerwał trwającą 23 miesiące serię zwycięstw Christiana Cage'a.
W listopadzie 2007 ogłoszono, że Joe stanie się partnerem Kevina Nasha i Scotta Halla w ich walce drużynowej przeciwko The Angle Alliance na Turning Point. Ostatecznie, Hall nie pojawił się na gali, a Joe został poproszony o wygłoszenie kilkuminutowego proma, w którym załagodziłby sytuację i przedstawił Erica Younga jako zastępcę Halla. Joe natomiast wygłosił własne promo, w którym skrytykował Halla (którego sarkastycznie nazwał "Upiorem z Impact Zone"), Kevina Nasha i kilka innych gwiazd TNA, po czym powiedział do zarządców TNA "Coś się nie podoba? No dalej, zwolnijcie mnie, nie obchodzi mnie to!". Joe, Nash i Young pokonali Angle Alliance. Po walce, za kulisami gali, Joe pokłócił się z Nashem. Dzień później, na zebraniu z pracownikami TNA, Joe przeprosił za swoje zachowanie. Na antenie jednak, Joe kontynuował pokazy swojej frustracji, m.in. niszcząc przyjęcie z okazji Świąt Bożego Narodzenia. Na Final Resolution w styczniu 2008, Joe i Kevin Nash przegrali walkę drużynową z AJ-em Stylesem i Tomkiem po tym, jak Nash odmówił zmiany ze swoim partnerem i pozostawił go samego w ringu. Joe ponownie pokłócił się z Nashem, tym razem jednak była to część scenariusza.

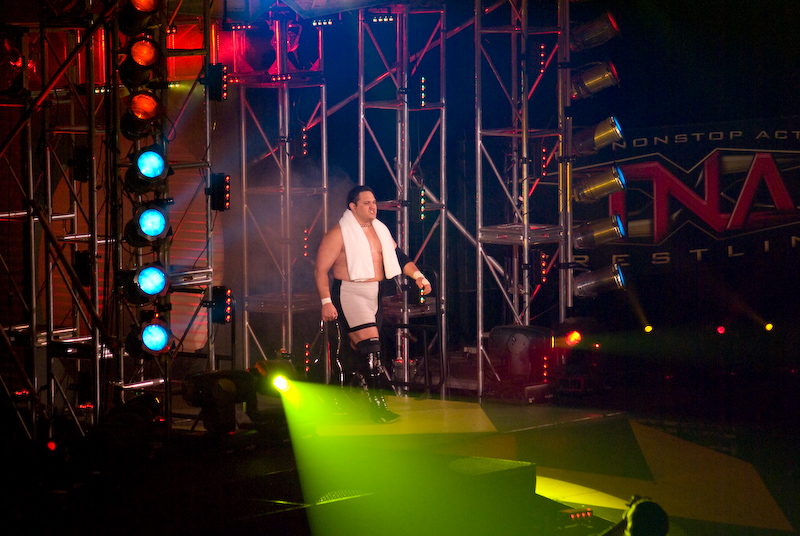
Joe na Bound for Glory IV

Na Against All Odds, Joe otrzymał zadanie niedopuszczenia do interwencji w pojedynek o TNA World Heavyweight Championship między Kurtem Anglem a Christianem Cage’em. Podczas walki, AJ Styles odwrócił uwagę Joego, co pozwoliło Tomkowi na zaatakowanie Cage’a. 14 lutego, Joe dołączył do Kevina Nasha i Cage’a w rywalizacji z The Angle Alliance. Na Destination X, drużyna Joego pokonała The Angle Alliance.
Miesiąc później na Lockdown Joe pokonał Kurta Angle'a w starciu o TNA World Championship, stając się trzecim Triple Crown Championem w historii TNA. Na szali tegoż pojedynku stało nie tylko mistrzostwo, ale również kariera Joego. Joe pokonał byłego mistrza w starciu rewanżowym, po czym wygrał walkę ze Scottem Steinerem i Kazem na gali Sacrifice. Na Slammiversary, Joe stał się pierwszym w historii TNA mistrzem, który obronił swój tytuł w King of the Mountain matchu. Pojedynek między Joem a Bookerem T zakończył się no-contestem po tym, jak zainterweniował w niego Sting; po walce, Booker T ukradł pas mistrzowski. Na Hard Justice, Joe wygrał kolejną walkę z Bookerem T i odzyskał swój pas. Na Bound for Glory IV, Sting zakończył trwające 182 dni panowanie Joego jako TNA World Heavyweight Championa.
30 października 2008, Joe i AJ Styles utworzyli stajnię "The TNA Front Line" składającą się z młodszych wrestlerów TNA (Jay Lethal, Consequences Creed, Petey Williams, Eric Young, ODB i The Motor City Machine Guns (Alex Shelley i Chris Sabin), mających stawić czoła The Main Even Mafii (Kurt Angle, Sting, Kevin Nash, Booker T, Scott Steiner). Na Turning Point, Joe został pokonany przez Kevina Nasha. Na Final Resolution, The Front Line zostało pokonane przez The Main Event Mafię w 4-on-4 Tag Team matchu. 18 grudnia 2008, Joe i Styles wygrali Six Sides of Steel match przeciwko Stingowi i Nashowi. Po walce, Joe został zaatakowany przez członków Main Event Mafii, a w wyniku odniesionych kontuzji, zmuszony był pauzować do końca 2008 roku.

#### The Main Event Mafia (2009)
24 stycznia 2009, TNA wypuściło krótką winietę, mającą na celu zapowiedź powrotu Joego z nową, bardziej agresywną postawą wobec Main Event Mafii. Joe powrócił do ringu na gali Destination X, 15 marca 2009; został zdyskwalifikowany w walce z członkiem Main Event Mafii – Scottem Steinerem. Został też zdyskwalifikowany w starciu z Sheikiem Abdulem Bashirem, kilka dni później na odcinku Impact!. Po walce, Joe zabrał przeciwnika na zaplecze, gdzie powiesił go do góry nogami i torturował.
W następnym tygodniu, wziął udział w dwudziestoosobowym Six Sides of Steel matchu, którego dwaj ostatni przetrwali zawodnicy mieli stać się kapitanami dwóch drużyn, biorących udział w Lethal Lockdown matchu na gali Lockdown. Joe wygrał walkę, jako ostatniego eliminując Kurta Angle'a. Joe odmówił bycia kapitanem, stał się jednak częścią drużyny Jeffa Jarretta. Na gali, Team Jarrett pokonało Main Event Mafię. Ujawniono, że Joe pracuje dla "tajemniczego doradcy"; wielokrotnie ukazywano Joego rozmawiającego z "doradcą", lecz nigdy nie ujawniono jego tożsamości. Joe wznowił swoją rywalizację z Kevinem Nashem; pokonał go na gali Sacrifice.
Na Slammiversary, Joe zdradził Stylesa, pomagając Kurtowi Angle zdobyć TNA World Heavyweight Championship w King of the Mountain matchu. 25 czerwca, Joe oficjalnie dołączył do Main Event Mafii. Wyjaśnił, że dołączył do ugrupowania dla pieniędzy i władzy. Jeszcze tej samej nocy, Joe pokierował kilkoma atakami na Stylesie, Danielsie i na liderze Mafii – Stingu. Sting został wyrzucony z Main Event Mafii, a jego miejsce ponownie zajął Kurt Angle. Na gali Victory Road, Joe zmierzył się ze Stingiem. Pod koniec pojedynku, debiutujący w TNA Taz zainterweniował w starcie, pomagając Joemu pokonać rywala. 16 sierpnia 2009, na Hard Justice, Joe pokonał Homicide'a, zdobywając TNA X Division Championship po raz czwarty. Wznowił feud ze swoim odwiecznym rywalem – Christopherem Danielsem; wygrał z nim walkę na No Surrender. 8 października, na odcinku Impact!, Joe stracił X Division Championship na rzecz Amazing Reda po tym, jak w walkę zainterweniował Bobby Lashley. Na Bound for Glory, Joe został pokonany przez Lashleya. Na następnym odcinku Impact!, Kurt Angle stał się face’em, co zakończyło działalność Main Event Mafii. Miesiąc później, na Turning Point, Joe wziął udział w starciu o TNA World Heavyweight Championship z mistrzem AJ-em Stylesem oraz Christopherem Danielsem, lecz nie zdołał go wygrać.

#### Nation Of Violence (2009–2011)

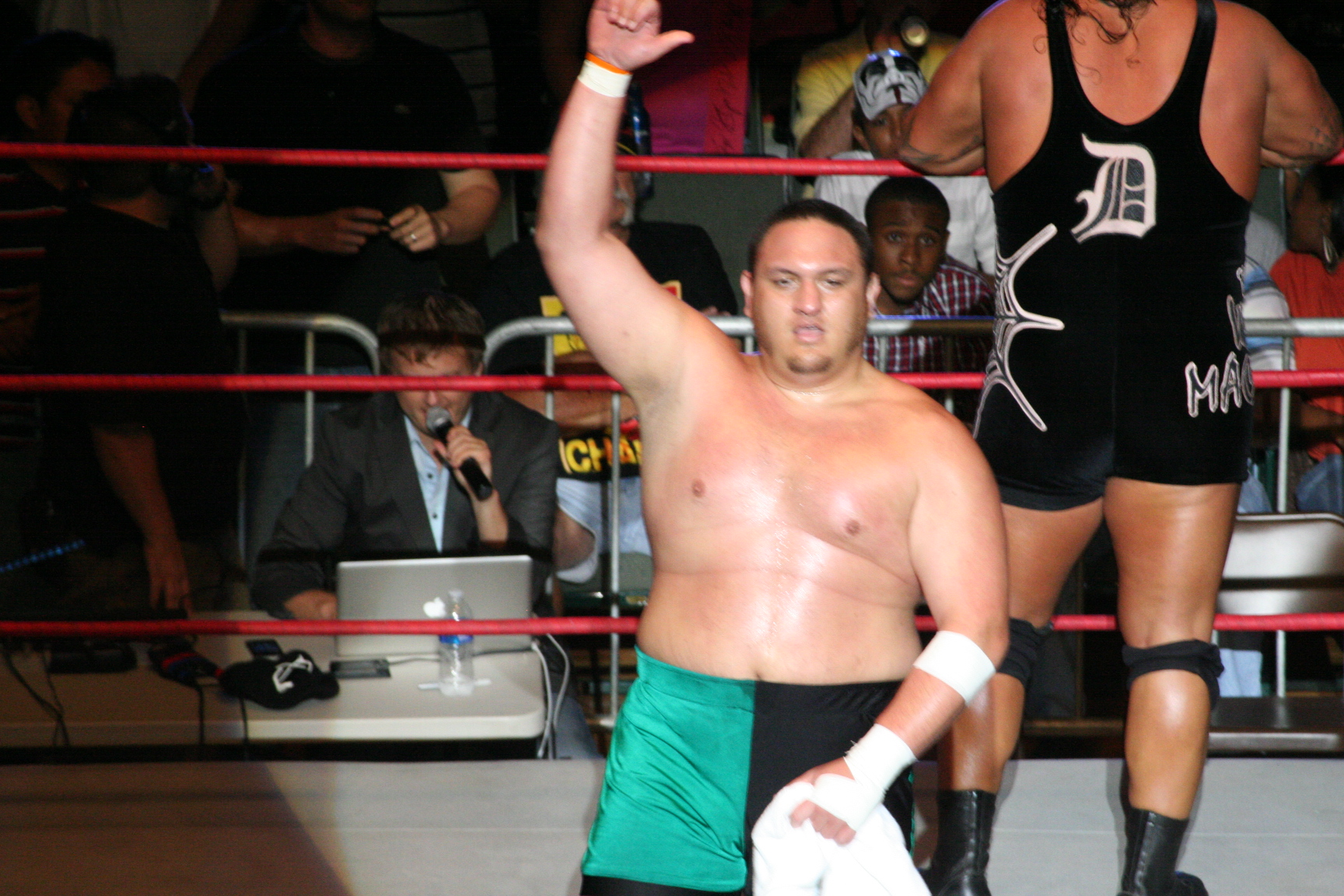
Samoa Joe w październiku 2010

20 grudnia 2009, na gali Final Resolution, Joe wygrał "Feast or Fired" match, zdobywając walizkę z kontraktem na walkę o TNA World Heavyweight Championship. Po kilku tygodniach przerwy od akcji w ringu, Joe powrócił do TNA na odcinku Impact!, 4 lutego 2010. Zaatakował AJ-a Stylesa i zapowiedział, że wykorzysta zagwarantowany mu title shot Against All Odds. Na gali, Styles obronił TNA World Heavyweight Championship w No Disqualification matchu z Joem; sędzią specjalnym tego pojedynku był Eric Bischoff. Na następnym odcinku Impact!, Joe został uprowadzony przez kilku zamaskowanych mężczyzn po przegranej walce z Orlando Jordanem. Powrócił 19 kwietnia 2010, jako członek drużyny Hulka Hogana (Abyss, Jeff Jarrett i Rob Terry), w 8-Man Tag Team matchu przeciwko drużynie Rica Flaira (Sting, Desmond Wolfe, Robert Roode i James Storm); starcie wygrała drużyna Hogana. Po walce, Joe odmówił świętowania z resztą drużyny i opuścił Impact Zone. Jego uprowadzenie nigdy nie zostało wyjaśnione. Tydzień później, Joe zaatakował posiadacza TNA X Division Championship – Kazariana. W następnych tygodniach, Joe atakował losowych zawodników TNA; w wyniku jednego z ataków, Matt Morgan i Hernandez utracili TNA World Tag Team Championship.
Joe zajął miejsce dziesiąte w pierwszym rankingu TNA Championship Committee do miana pretendenckiego do TNA World Heavyweight Championship. Zaczął wspinać się po szczeblach rankingu pokonując Hernandeza i AJ-a Stylesa, zajmującego miejsce czwarte. 22 lipca, zmierzył się z drugim w kolejce do miana pretendenckiego Jeffem Hardym; walka zakończyła się remisem, spowodowanym przekroczeniem 10-minutowego limitu czasowego. Niezadowolony z wyniku walki, jak i samego zastosowania limitu czasowego, Joe udał się na zaplecze i wyładował złość, krzycząc na zarząd TNA. Po tym wydarzeniu, TNA zawiesiło zawodnika na czas bliżej nieokreślony. Joe powrócił do ringu miesiąc później, 26 sierpnia, na odcinku Impact!. Tydzień później, dołączył do Jeffa Jarretta i Hulka Hogana w ich rywalizacji ze Stingiem i Kevinem Nashem. Na No Surrender, Joe i Jarrett pokonali Stinga i Nasha w starciu drużynowym. Na Bound for Glory, Joe i Jarrett zmierzyli się ze Stingiem, Nashem i ich nowym sprzymierzeńcem – D'Angelo Dinero. Początkowo, w starciu miał wziąć udział także Hulk Hogan, lecz ostatecznie został on z niego wycofany, z powodu operacji. Pod koniec walki, Jarrett pozostawił Joego samego w ringu i pozwolił Nashowi go przypiąć.

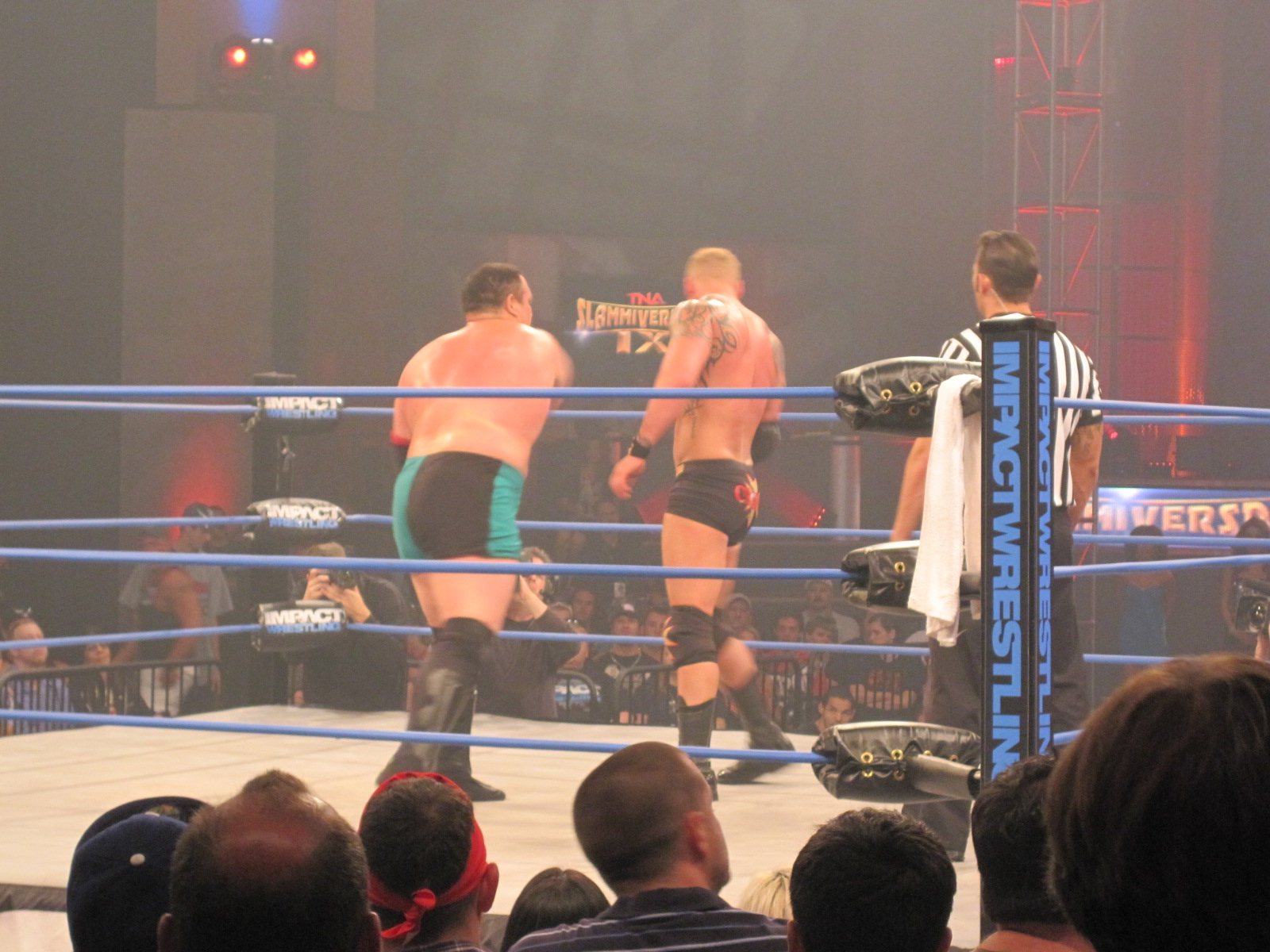
Joe walczący z Crimsonem na Slammiversary IX

Joe próbował zaatakować Jarretta na odcinku Impact!, lecz został powstrzymany przez ochroniarzy Gunnera i Murphy'ego i pobity przez Jarretta. Powrócił dwa tygodnie później, atakując Gunnera, Murphy'ego i Jarretta. Na Turning Point, Jarrett pokonał Joego dzięki interwencji ochroniarzy. Rywale zmierzyli się jeszcze raz, na Final Resolution, w Submission matchu. Joe stał się ofiarą kolejnych dwóch napaści Gunnera i Murphy'ego (przed i w trakcie walki), co pozwoliło Jarrettowi wygrać pojedynek. W styczniu 2011, Joe rozpoczął rywalizację z D'Angelo Dinero. W lutym, na Against All Odds, Joe pokonał Dinero, lecz po walce został przez niego brutalnie zaatakowany. 10 marca, na Impact!, Dinero pokonał Joego w walce rewanżowej. Rywalizacja wrestlerów zakończyła się na gali Lockdown w kwietniu, na której Joe zwyciężył w Steel Cage matchu z Dinero.
Kolejnym rywalem Joego okazał się niepokonany dotąd Crimson. 12 czerwca, na Slammiversary IX, Joe został pokonany przez Crimsona, a po walce uścisnął jego dłoń. Sfrustrowany Joe nie zdołał pokonać także Roba Van Dama, Devona, Kazariana i Boody'ego Roode'a. Po przegraniu wszystkich dziewięciu walk w Bound for Glory Series, Joe w końcu odbił się od dna, pokonując D'Angelo Dinero na jednym z odcinków Impact Wrestling. Radość Joego nie trwała jednak długo, ponieważ jego wygrana została unieważniona. Wściekły na zarząd TNA Joe zaatakował uczestników Bound for Glory Series i kontuzjował lidera rankingu – Crimsona. W ostatnim tygodniu zmagań Bound for Glory Series, Joe próbował interweniować w walkę Gunnera z Robem Van Damem, lecz został powstrzymany przez Matta Morgana. Na No Surrender we wrześniu, Joe przegrał Grudge match z Morganem. Został też pokonany przez powracającego Crimsona, a na Bound for Glory nie zdołał wygrać Three-Way matchu z Morganem i Crimsonem.

#### Współpraca i rywalizacja z Magnusem (2011–2012)
5 stycznia 2012, Joe i Magnus pokonali AJ-a Stylesa i Kazariana w finale turnieju Wild Card. Trzy dni później, na Genesis, Joe i Magnus przegrali walkę o TNA World Tag Team Championship z Crimsonem i Mattem Morganem. Joe i Magnus zaatakowali mistrzów tag team na dwóch następnych odcinkach Impact Wrestling, a 2 lutego zdobyli miano pretendenckie do tytułów. 12 lutego, na Against All Odds, Joe i Magnus pokonali Crimsona i Morgana, zdobywając TNA World Tag Team Championship. Mistrzowie obronili tytuły w walkami z Mexican America, The Motor City Machine Guns oraz Jeffem Hardym i Mr. Andersonem. Ich panowanie zostało przerwane przez Christophera Danielsa i Kazariana, którzy pokonali mistrzów na gali Sacrifice w maju 2012.
Joe rozpoczął rywalizację z posiadaczem TNA X Division Championship – Austinem Ariesem. Na Slammiversary w czerwcu, Joe zmierzył się z Ariesem, lecz nie zdołał go pokonać. Joe wziął udział w Bound for Glory Series 2012 i zakończył fazę grupową na drugim miejscu, przechodząc do półfinału. Na No Surrender, Joe przegrał walkę półfinałową z Jeffem Hardym. 27 września, Joe pokonał Mr. Andersona w walce o zawieszony pas TNA Television Championship, jednocześnie stając się trzecim Grand Slam Championem w historii TNA. Po kilku udanych obronach, Joe rozpoczął rywalizację ze swoim byłym tag team partnerem – Magnusem. Zmierzył się z nim 1 listopada na Impact Wrestling i wygrał walkę poprzez dyskwalifikację po tym, jak Magnus uderzył go kluczem francuskim. Punktem kulminacyjnym rywalizacji był wygrany przez Joego No Disqualification match na gali Turning Point.
6 grudnia, Joe utracił Television Championship na rzecz Devona; w walkę zainterweniował DOC z ugrupowania Aces & Eights. Na Final Resolution, Joe połączył siły z Garettem Bischoffem, Kurtem Anglem oraz Wesem Brisco; wraz z nimi pokonał Devona, DOC-a i dwóch zamaskowanych członków Aces & Eights. 3 stycznia 2013, Joe i Angle pokonali Devona i członka Aces & Eights w Steel Cage Tag Team matchu. Po walce, powracający Sting uratował Joego i Angle'a przed atakiem ze strony wrogiego ugrupowania. Tajemniczym członkiem Aces & Eights okazał się Mike Knox. Na Genesis, Joe przegrał walkę z Mr. Andersonem. 10 marca, na Lockdown, Team TNA (Joe, Eric Young, James Storm, Magnus i Sting) pokonało Aces & Eights (Devon, DOC, Garett Bischoff, Mike Knox i Mr. Anderson) w Lethal Lockdown matchu. 21 marca, Joe nie zdołał wygrać miana pretendenckiego do TNA World Heavyweight Championship, zaś 18 kwietnia został pokonany przez Devona w walce o Television Championship.

#### New Main Event Mafia (2013–2014)
Joe powrócił 23 maja i uratował Magnusa przed atakiem ze strony Aces & Eights. Na Slammiversary XI w czerwcu, Joe połączył siły z Magnusem oraz Jeffem Hardym w walce z Aces & Eights (Garett Bischoff, Mr. Anderson i Wes Brisco); udało im się wygrać starcie. Na następnym epizodzie Impact Wrestling, Joe wygrał walkę kwalifikacyjną do Bound for Glory Series 2013. 27 czerwca, Kurt Angle i Sting pomogli Joemu wygrać starcie z Mr. Andersonem, po czym nazwali go trzecim członkiem ich nowego ugrupowania – The Main Event Mafii. Na Bound for Glory, Joe wziął udział w Ultimate X matchu, lecz nie udało mu się go wygrać. 7 listopada, Main Event Mafia została "chwilowo rozwiązana" przez Stinga, zaś Joe stał się uczestnikiem turnieju o TNA World Championship. Tydzień później Joe zapowiedział, że jeżeli wygra tytuł, będzie go bronił w walce z AJ-em Stylesem. 21 listopada, na Turning Point, Joe został pokonany przez Magnusa w pierwszej rundzie turnieju. W grudniu, wziął udział w Feast or Famine matchu, lecz nie zdobył żadnej z czterech walizek. 9 stycznia 2014, Joe zmierzył się z Ethanem Carterem III; wygrał przez dyskwalifikację po tym, jak w walkę zainterweniował Rockstar Spud.
W pierwszym dniu Genesis, Joe, James Storm, Gunner, Eric Young, Joseph Park i ODB wygrali 12-Man Tag Team match przeciwko The BroMans (Jessie Godderz, Robbie E i Zema Ion), Bad Influence (Christopher Daniels i Kazarian) i Lei'D Tapie. W drugim dniu, Joe pokonał Rockstar Spuda. Pomógł też wyrównać siły w walce między Stingiem a Magnusem po interwencjach ze strony Ethana Cartera III, Bad Influence, The BroMans i Bobby'ego Roode'a.

#### The Beat Down Clan (2014–2015)
6 lutego 2014, Joe wygrał walkę o miano pretendenckie do TNA World Heavyweight Championship. Dwa tygodnie później zapowiedział, że na gali Lockdown zmierzy się ze zwycięzcą walki Magnus vs. Gunner. 9 marca, na Lockdown, Joe przegrał Steel Cage match z Magnusem, przez interwencję Abyssa. Walka rozgrywała się na "Zasadach Joego", tj. mogła zakończyć się jedynie poprzez nokaut lub poddanie. 13 marca, Joe pokonał Abyssa dzięki drobnej pomocy ze strony Erica Younga. 3 kwietnia, Joe wziął udział w 4-Way matchu o TNA World Heavyweight Championship, lecz nie zdołał go wygrać. Po krótkiej przerwie od akcji w ringu, Joe powrócił do TNA 29 maja, pomagając Youngowi i Bully'emu Rayowi odpędzić MVP, Bobby'ego Lashleya i Kenny'ego Kinga. 7 sierpnia, Joe pokonał Low Kiego i Senadę w walce o X Division Championship. Na Hardcore Justice, Joe obronił tytuł mistrzowski w walce z Low Kim, zaś na Bound for Glory obronił tytuł w 3-Way matchu z Low Kim i Kazem Hayashim. W listopadzie, Joe zmuszony był zawiesić tytuł mistrzowski z powodu kontuzji.
7 stycznia 2015, Joe, MVP, Kenny King, Low Ki i Eric Young pomogli Lashleyowi odzyskać TNA World Heavyweight Championship. Na następnym odcinku Impact Wrestling, MVP ogłosił nowo powstałe ugrupowanie "The Beat Down Clanem" (BDC). Lashley zdecydował się opuścić grupę, lecz został zaatakowany przez jej członków, twierdzących, że tytuł należy do BDC. 6 lutego, Team Angle (Kurt Angle, Austin Aries, Gunner i Lashley) pokonali Beat Down Clan w Lethal Lockdown matchu.
17 lutego 2015, Joe ogłosił, że "rozstaje się" z TNA, jednocześnie odchodząc z BDC i kończąc niemal dziesięcioletnią współpracę z federacją.

### Inne federacje
W latach 2003–2007, Joe sporadycznie występował dla Pro Wrestling Guerrilla (PWG). Zadebiutował 15 listopada 2013, w wygranej walce z CM Punkiem. Rywalizował z Super Dragonem; w lutym 2005 przegrał z nim walkę o PWG Championship. 18 listopada 2005, Joe otrzymał kolejną szansę zdobycia głównego mistrzostwa federacji, lecz tym razem został pokonany przez Kevina Steena. 8 kwietnia 2007, po raz ostatni zawalczył dla PWG. Przegrał pojedynek z Low Kim.
W latach 2004–2006 kilkukrotnie zawalczył dla Independent Wrestling Association Mid-South (IWA-MS). Podczas pobytu w federacji dostał się do finału turnieju Ted Petty Invitational w 2004, jak również wygrał turniej Revolution Strong Style.
10 marca 2006, na gali Rey de Reyes, Joe zadebiutował w meksykańskim Asistencia Asesoría y Administración (AAA). Połączył siły z Konnanem i Ronem Killingsem, tworząc Team TNA w 4-Way 12-Man Tag Team matchu. Joe powrócił do federacji we wrześniu 2006, jako jeden z reprezentantów TNA w 8-Man Tag Team matchu przeciwko reprezentacji AAA. Ponownie pojawił się na nagraniach telewizyjnych i gali Verano de Escándalo w lipcu 2011.
25 października 2007, Joe zadebiutował w japońskiej federacji Pro Wrestling Noah. Połączył siły z Yoshihirem Takayamą i wraz z nim pokonał Mitsuharu Misawę i Takeshiego Morishimę. Dwa dni później, Joe ponownie zmierzył się z Misawą o GHC Heavyweight Championship, lecz nie zdołał zdobyć tytułu. Dla federacji ponownie zawalczył 22 lipca 2012; wraz z Magnusem zdobył wówczas GHC Tag Team Championship w walce z Akitoshim Saito i Junem Akiyamą. Joe i Magnus utracili tytuły mistrzowskie już w swojej pierwszej obronie, 8 października 2012.
Joe występował też w International Wrestling Association (IWA), Championship Wrestling From Hollywood, German Stampede Wrestling (GSW), International Pro Wrestling: United Kingdom (IPW:UK) oraz Westside Xtreme Wrestling (wX w.).

### WWE (2015-2021)

#### NXT (2015–2017)
Joe zadebiutował w NXT 20 maja 2015, na NXT TakeOver: Unstoppable; obronił Samiego Zayna przed atakiem ze strony Kevina Owensa. Początkowo, WWE pozwalało Joemu na walki w innych federacjach, lecz w czerwcu postanowiło podpisać z nim kontrakt. Joe zadebiutował w NXT 10 czerwca 2015; pokonał Scotta Dawsona. Tydzień później, Joe zmierzył się z Kevinem Owensem, lecz ich walka zakończyła się bez rezultatu. Na NXT TakeOver: Brooklyn, Joe wygrał pojedynek z Baronem Corbinem. W sierpniu, połączył siły z Finnem Bálorem i wraz z nim przystąpił do turnieju Dusty Rhodes Tag Team Classic. Na NXT TakeOver: Respect, Joe i Bálor pokonali Barona Corbina i Rhyno w walce finałowej turnieju. 4 listopada, Joe zaatakował Bálora w trakcie jego walki z Apollo Crewsem, tym samym przechodząc heel turn.
Na NXT TakeOver: London, Joe przegrał walkę o NXT Championship z Bálorem. 27 stycznia 2016, zmierzył się z Baronem Corbinem i Samim Zaynem w starciu o miano pretendenckie do mistrzostwa NXT. Walka zakończyła się bez rezultatu po tym, jak Corbin poddał się po założeniu na nim dźwigni przez obydwu Joego i Zayna. 17 lutego, pojedynek Joego i Zayna zakończył się kolejnym no contestem. Zmierzyli się więc jeszcze raz, w 2-Out-Of-3 Falls matchu i tym razem to Joe okazał się lepszy. Nie udało mu się jednak wygrać walki z Bálorem na NXT TakeOver: Dallas. 21 kwietnia 2016, podczas live eventu NXT, Joe pokonał Bálora w pojedynku o NXT Championship, zdobywając mistrzostwo po raz pierwszy. Obronił tytuł w rewanżowym Steel Cage matchu z Bálorem na NXT TakeOver: The End. 27 lipca, Generalny Menedżer NXT, William Regal, ogłosił, że Joe będzie bronił mistrzostwa NXT na NXT TakeOver: Brooklyn II w pojedynku z Shinsuke Nakamurą. Początkowo, Joe nie godził się na walkę, lecz ustąpił pod groźbą odebrania mu NXT Championship. Na gali, Joe utracił NXT Championship na rzecz Nakamury; jego panowanie trwało 121 dni. 19 listopada na gali NXT TakeOver: Toronto, Joe pokonał Nakamurę w rewanżu stając się pierwszym dwukrotnym NXT Championem w historii. Tytuł utracił 3 grudnia w walce rewanżowej z Nakamurą podczas Live eventu NXT w Osace w Japonii. W rezultacie stał się najkrótszym posiadaczem tytułu (jego panowanie trwało 14 dni). 8 grudnia 2016, Joe przegrał z Nakamurą w Steel Cage matchu o tytuł, tym samym kończąc ich rywalizację. Po raz ostatni pojawił się w NXT wśród publiki na gali NXT TakeOver: San Antonio.

#### Raw (2017-2018)
Joe zadebiutował w głównym rosterze 30 stycznia 2017 podczas odcinka Raw, gdzie zaatakował Setha Rollinsa i sprzymierzył się z Triple H. Z powodu kontuzji odniesionej przez Rollinsa podczas tego ataku, Joe rozpoczął rywalizację z Samim Zaynem, który skrytykował Joe za atak na Rollinsie. 20 lutego ponownie zaatakował Zayna przed jego walką z Kevinem Owensem. Na Fastlane Joe pokonał Zayn'a, w swoim debiutcie pay-per-view głównego składu. 

## Życie prywatne
Seanoa ożenił się 27 lipca 2007. Jego syn urodził się 22 grudnia 2008. Jest bliskim przyjacielem wrestlerów CM Punka, Homicide'a, Christophera Danielsa, AJ-a Stylesa i Roba Van Dama.
Seanoa trenuje brazylijskie jiu-jitsu, judo i boks tajski. Przyjaźni się z członkami grupy zawodników MMA Team Punishment.
Kilkukrotnie wystąpił w amerykańskiej wersji teleturnieju Distraction. Ma własny kanał w serwisie Twitch.

## Styl walki
- Finishery

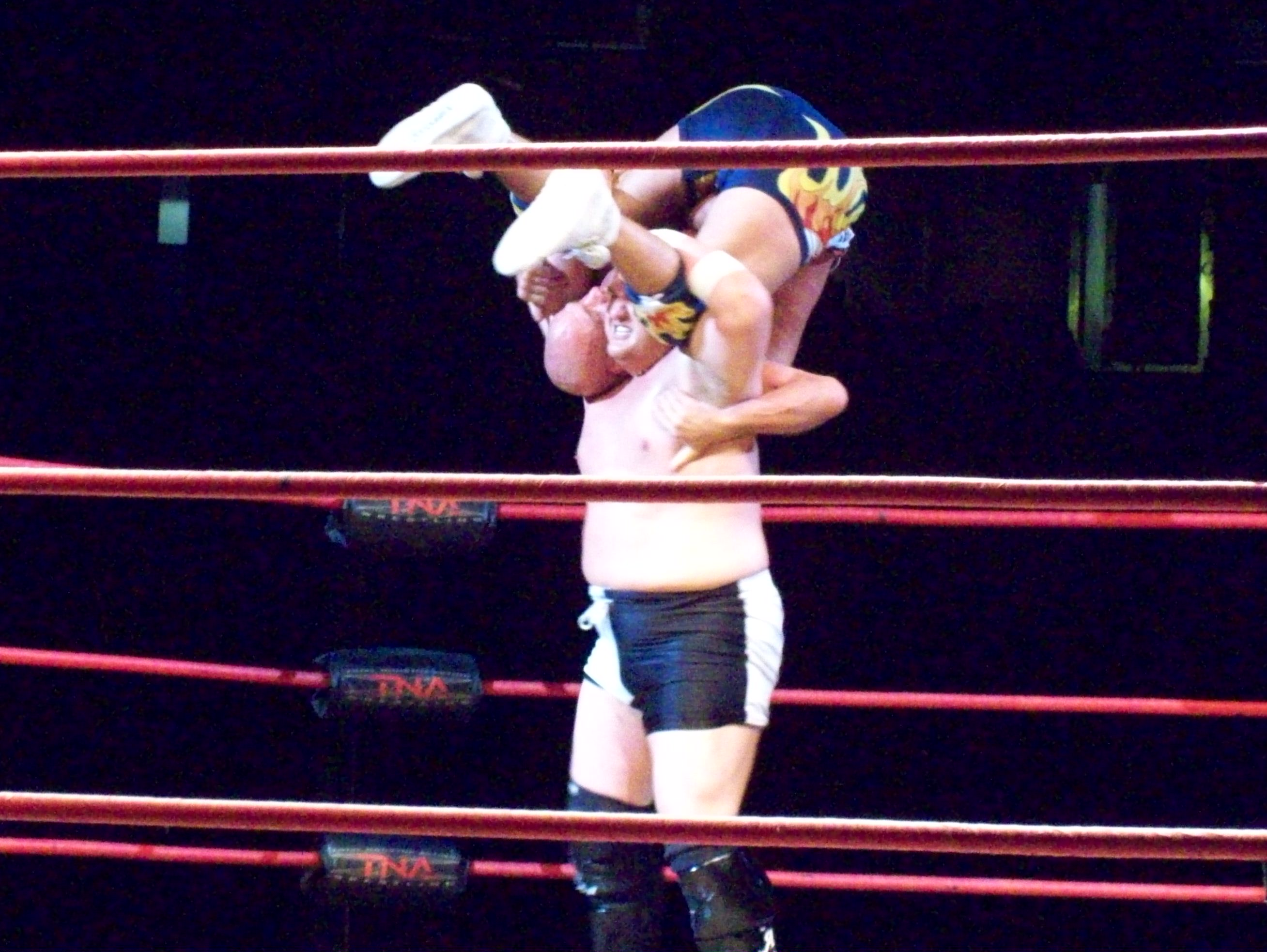
Samoa Joe wykonujący Muscle Buster

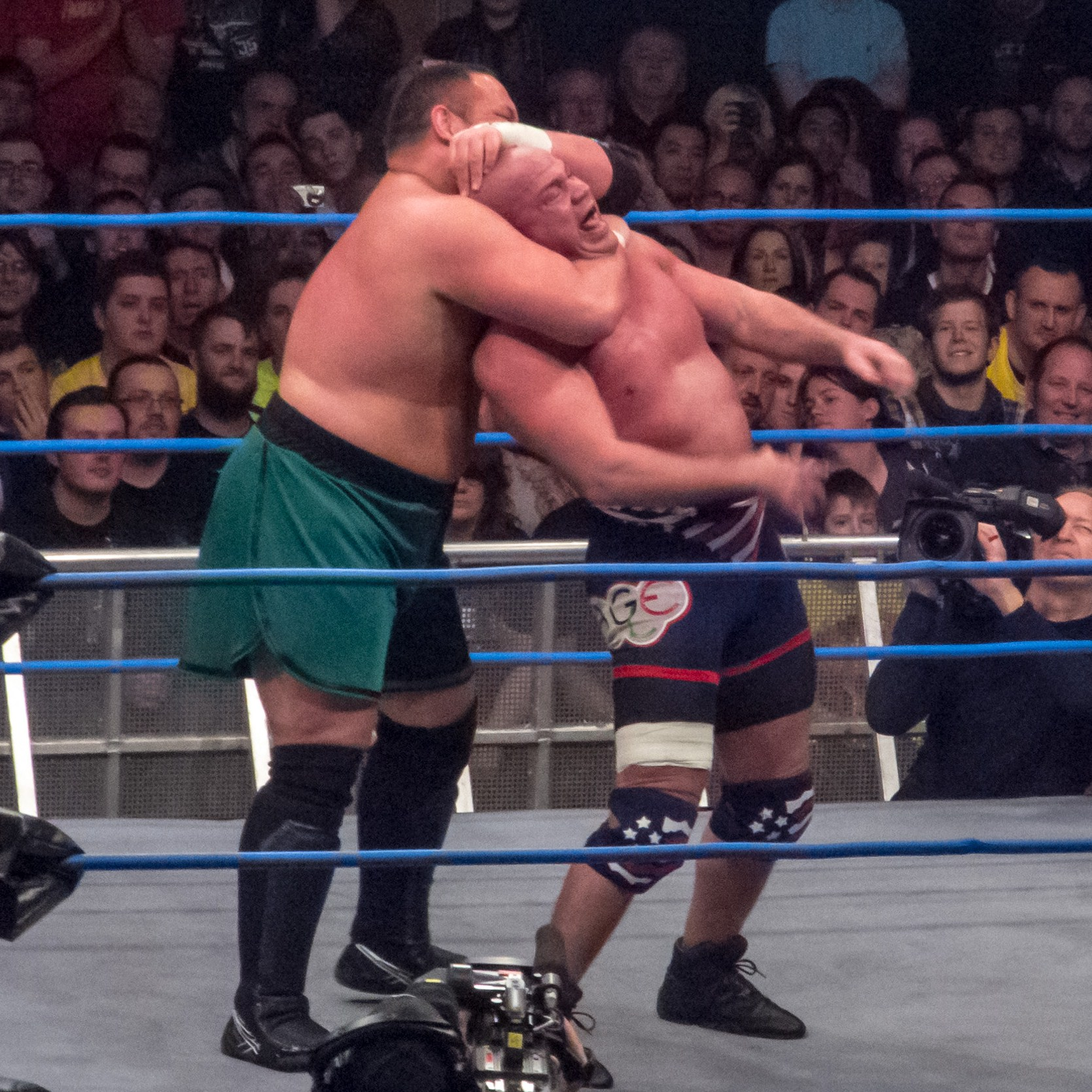
Joe wykonujący Coquina Clutch

  - CCS Enzuigiri (Enzuigiri na przeciwniku w narożniku) – 2000–2001
  - Chimera-Plex (Kombinacja German suplex/Dragon suplex/Bridging X-Plex) – 2001–2005
  - Coquina Clutch/The Clutch (WWE, TNA, ROH, federacje niezależne)
  - Island Driver (Sitout side powerslam, czasami z drugiej liny lub Over the Shoulder Reverse Piledriver)
  - Muscle buster, czasami z drugiej liny
- Inne ruchy
  - Forearm smash w narożniku
  - Death Valley driver, czasem z drugiej liny
  - Facewash
  - Folding powerbomb
  - Inverted atomic drop
  - Lariat
  - Wariacje suplexu
  - Running big boot
  - Samoan drop
  - Samoan Elbow – parodia ruchu The Rocka
  - Standing release sidewalk slam
  - STF
  - STJoe
  - Kombinacja Suicide dive/Elbow smash
- Z Magnusem
  - Finishery drużynowe
    - Kombinacja Snapmare (Joe)/Diving elbow drop (Magnus)
- Menedżerowie
  - Dave Prazak
  - Jay Lethal
  - Jeff Jarrett
  - Jim Cornette
  - Jimmy Hart
  - Kevin Nash
  - Okada/Okato
  - Taz
- Przydomki
  - "The Samoan Suplex Machine"
  - "The Samoan Submission Machine"
  - "The (Samoan) Submission Specialist"
  - "The Nation of Violence"
- Motywy muzyczne
  - "Another Body Murdered" ~ Faith No More i Boo-Yaa T.R.I.B.E. (ROH)
  - "Mama Said Knock You Out" ~ LL Cool J (ROH)
  - "The Champ is Here" ~ Jadakiss (ROH)
  - "Crush You Up" ~ Dale Oliver (TNA)
  - "On Fire" ~ Dale Oliver (TNA)
  - "Nation of Violence" ~ Dale Oliver (TNA)
  - "Main Event Mafia" ~ Dale Oliver (TNA; jako członek The Main Event Mafia)
  - "The Anthem" ~ MVP Jess Jamez (TNA; jako członek The Beat Down Clan)
  - "Tap Out" ~ Adam Gubman (ROH)
  - "Destroyer" ~ CFO$ (WWE/NXT; od 29 czerwca 2015)

## Mistrzostwa i osiągnięcia
- Ballpark Brawl

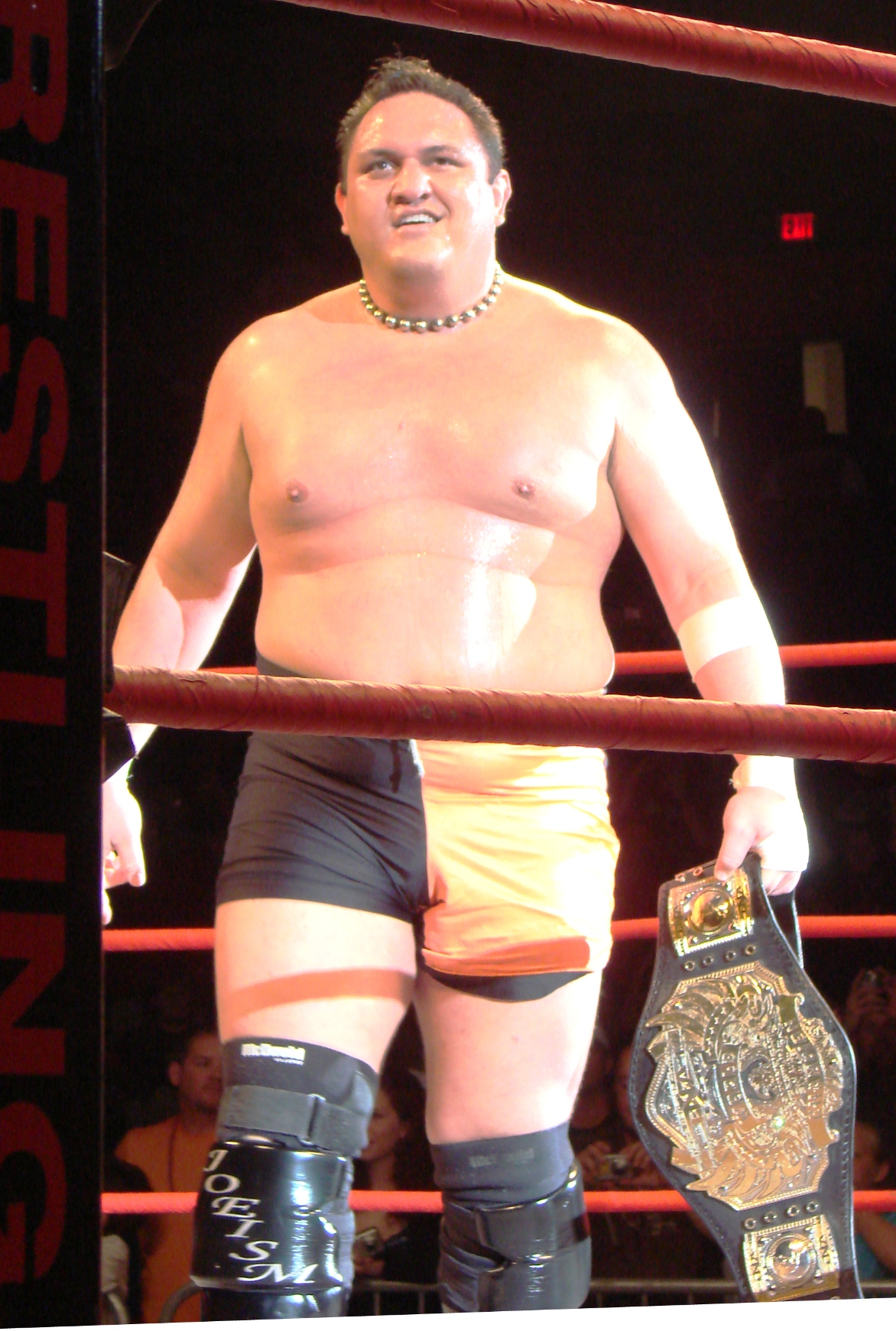
Joe jako TNA World Heavyweight Champion

  - Natural Heavyweight Championship (1 raz)
- Extreme Wrestling Federation
  - Xtreme 8 Tournament (2006)
- Independent Wrestling Association Mid-South
  - Revolution Strong Style Tournament (2004)
- Pro Wrestling Illustrated
  - Feud roku (2007) vs. Kurt Angle
  - Najpopularniejszy zawodnik roku (2006)
  - PWI umieściło go na 4. miejscu w top 500 wrestlerów rankingu PWI 500 w 2006 i 2008
- Pro Wrestling Noah
  - GHC Tag Team Championship (1 raz) – z Magnusem
- Pro Wrestling Zero-One
  - NWA Intercontinental Tag Team Championship (1 raz) – z Keijim Sakodą
- Pure Wrestling Association
  - PWA Pure Wrestling Championship (1 raz)
- Ring of Honor
  - ROH Pure Championship (1 raz)
  - ROH World Championship (1 raz)
- SoCal Uncensored
  - Rookie of the Year (2000)
- Total Nonstop Action Wrestling
  - TNA Television Championship (1 raz)
  - TNA World Heavyweight Championship (1 raz)
  - TNA World Tag Team Championship (2 razy) – sam (1) i z Magnusem (1)
  - TNA X Division Championship (5 razy)
  - King of the Mountain (2008)
  - Maximum Impact Tournament (2011)
  - TNA X Division Championship Tournament (2014)
  - Super X Cup (2005)
  - Feast or Fired (2009 – kontrakt na World Heavyweight Championship)
  - TNA Turkey Bowl (2007)
  - Gauntlet for the Gold (2007 – Heavyweight)
  - Wild Card Tournament (2011) – z Magnusem
  - Trzeci TNA Grand Slam Champion
  - Trzeci TNA Triple Crown Champion
  - Mr. TNA (2006)
  - Mr. X Division (2006)
  - Feud roku (2006–2007) vs. Kurt Angle
  - Finisher roku (2007) Muscle Buster
- Twin Wrestling Entertainment
  - TWE Heavyweight Championship (1 raz)
- Ultimate Pro Wrestling
  - UPW Heavyweight Championship (1 raz)
  - UPW No Holds Barred Championship (1 raz)
- United Independent Wrestling Alliance
  - UIWA Tag Team Championship (2 razy)
- Wrestling Observer Newsletter
  - 5 Star Match (2004) vs. CM Punk na gali ROH Joe vs. Punk II
  - 5 Star Match (2005) vs. AJ Styles i Christopher Daniels na gali TNA Unbreakable
  - 5 Star Match (2005) vs. Kenta Kobashi na gali ROH Joe vs. Kobashi
  - Najlepszy brawler (2005, 2006)
  - Najlepsza walka (2005) vs. Kenta Kobashi na ROH Joe vs. Kobashi
  - Najwybitniejszy wrestler (2005)
- WWE NXT
  - NXT Championship (2 razy)
  - Dusty Rhodes Tag Team Classic (2015) – z Finnem Bálorem